# Mysłowice
Mysłowice (udtale: [mɨswɔˈvʲit͡sɛ] ; tysk: Myslowitz; schlesisk: Myslowicy) er en by i den østlige centrale  del af  voivodskabet Schlesien i  det sydlige Polen. Byen   har 72.553(2021) indbyggere og et areal på 65,6 km², og er et selvstændigt  bypowiat. Mysłowice er en af byerne i Katowice byområde  der omfatter 2,7 millioner indbyggere –  og er en del af det større Katowice-Ostrava storbyområde med en befolkning på omkring 5.294.000.

## Historie
Mysłowice er en af de ældste byer i Øvre Schlesien. Den ligger ved sammenløbet af floderne hvide- og sorte Przemsza,  på en vigtig handelsrute fra Wrocław til Kraków. De tidligste spor af den moderne bosættelse går tilbage til det 11. og 12. århundrede, hvor den var en del af Piast-regerede Polen. Den første omtale af en området findes i et dokument fra 1306. I 1360 blev Mysłowice allerede omtalt som en by. Den tidligere eksisterende landsby fik byrettigheder omkring 1260.
Gennem århundrederne skiftede ejerskabet af byen ofte, ligesom grænserne mellem forskellige lande. Efter grundlæggelsen af det tyske kejserrige i 1871 blev området kendt som Dreikaisereck ("trekejserhjørnet"), da det lå på det punkt, hvor grænserne  østrigske, tyske og russiske imperier mødtes. Efter 1. verdenskrig, i 1918, genvandt Polen uafhængighed, og i 1919 organiserede lokale polske minearbejdere store protester i Mysłowice.